# Гьотит
Гьотитът е желязна руда. Формулата му е α-FeOOH или FeO (OH). Съдържа 62,9% желязо. В химията се нарича хидратиран железен оксид. Цветът му е черен, оранжев, червен, кафяв и жълта охра или в по-редки случаи е разноцветен. Твърдостта на гьотита е 5,0 – 5,55 по скалата на Моос. Има блясък, а цветът на чертата му е жълтеникавокафяв. Полупрозрачен е и решетъчната му система е орторомбична. 
Кръстен е на поета Йохан Волфган фон Гьоте през 1806 г. по предложение на немския учен Йохан Ленц от минераложката комисия. 
Гьотитът оцветява и минерали като яспис и калцит (оцветяват се в червено). Образува се в хидротермални находища. Присъства в кварцит и авантюрин.